# Jimmie Johnson
Jimmie Johnson, teljes nevén Jimmie Kenneth Johnson (El Cajon, Kalifornia, 1975. szeptember 17. –) a NASCAR Cup Series-kategóriájában versenyez.
A sorozatban 2001-ben futotta első versenyeit, első teljes szezonjára 2002-ben került sor. Ekkor rögtön meg is szerezte első győzelmeit, ezenkívül az ötödik helyen zárt újoncévében. 2006 és 2010 között sorozatban öt bajnoki címet szerzett, amelyhez még egyet hozzátett 2013-ban, majd 2016-ban újabb bajnoki címet nyert, ezzel a pedig a sorozat történetének legeredményesebb versenyzője Richard Pettyvel és Dale Earnhardtdal holtversenyben, akik egyaránt hétszer bizonyultak a legjobbnak.
A sorozat legnagyobb presztízzsel bíró versenyét, a Daytona 500-at kétszer nyerte meg, 2006-ban és 2013-ban. Ezeken kívül érdemes megemlíteni karrierje során szerzett összesen hetvenhét futamgyőzelmét, amivel az örökranglista hetedik helyén áll Petty, David Pearson, Jeff Gordon (korábbi csapattársa), Bobby Allison, Darrell Waltrip és Cale Yarborough mögött.
Hat pályán is ő a legsikeresebb versenyző a győzelmeket tekintve, ezek az Auto Club Speedway (6), Charlotte (7), Dover (10), Kansas (3, Gordonnal holtversenyben), Las Vegas (4) és Texas (6). A NASCAR speciális szezon végi rájátszása, a Chase for the Championship 2004-es életre hívása óta ő az egyetlen pilóta, akinek sikerült ebbe minden egyes szezonban bejutnia.

## Karrierje

### Kezdetek
Johnson 1980-ban, vagyis mindössze négyévesen kezdett el versenyezni, azonban ekkor még a korosztályának megfelelő méretű motorkerékpárokkal. Hétévesen már bajnokságot és futamokat nyert, egy térdsérülés ellenére is. Ezt követően a Mickey Thompson Entertainment Group (MTEG) Stadium Racing Series című sorozatban versenyzett, ahol további díjakat zsebelt be.
1993-ban már off-road versenyeken indult, stadionokban és sivatagi versenyeken is, immár autókkal. 1996-ban a Herzog Motorsportshoz került a Short Course Off-Road Drivers Association (SODA) szervezet által rendezett versenyeken. Egy évvel később, 1997-ben a SODA Class 8 elnevezésű géposztályában versenyzett, az ott használt Trophy Truck versenygépek teljesítménye elérte a nyolcszáz lóerőt is. Ebben az évben Scott Taylorral és Brendan Gaughannel harcolt a bajnoki címért, és kétszer is versenyt tudott nyerni a Lake Geneva Racewayen május elején. A harmadik versenyhétvégén, Antigóban ismét az élen végzett az első versenyen, a második pedig Gaughan mögött másodikként zárt. Júliusban a sorozat ismét Lake Genevában vendégeskedett, itt Johnson megnyerte a szombati versenyt, míg vasárnap a dobogó második fokára állhatott fel. A bajnokságot végül Taylor nyerte Gaughan és Johnson előtt. A SODA, SCORE és MTEG-sorozatokban összesen huszonöt győzelmet és száz dobogós helyezést gyűjtött össze, ezen kívül hatszor volt bajnok, valamint mindhárom kategóriában volt az év legjobb újonca.
1998-ban, amikor belépett az American Speed Association szervezetbe, aszfaltozott oválpályákon kezdett versenyezni, ezzel együtt pedig részszezonos programban elindult az 1998-as Busch Seriesben (ma Xfinity Series). Ugyanebben az évben ő lett az ASA legjobb újonca. Egy évvel később két győzelmet szerzett, és harmadik lett az év végi összesítésben. 2000-re ismét, ebben a sorozatban is a Herzog Motorsports versenyzője lett. A szezon során látványos balesetet szenvedett Watkins Glenben. Azért, hogy elkerülje az ütközést vetélytársával, Dennis Demersszel, jobbra rántotta a kormányt, emiatt pedig irányíthatatlanná vált az autója. Az incidens végkimenetele egy frontális ütközés lett a pályát övező korláttal, 250 km/órás tempónál. Sokan ekkor azt hitték, hogy Johnson súlyos sérüléseket szenvedett, esetleg meghalt, azonban az eset végén a pilóta sértetlenül szállt ki autójából. A nem túl eseménydús szezon végén tizedikként zárt, győzelem nélkül. 2001-ben Chicagolandben ismét nyerni tudott egy futamot, és nyolcadikként fejezte be az évet.
Ugyanebben a szezonban elkezdett versenyezni a Winston Cup Seriesben is (ma Sprint Cup Series) a Hendrick Motorsports 48-as rajtszámú Lowe's Chevrolet-jében.

### 2002–2005: az első teljes évek a Cup Seriesben
A Hendrick Motorsports elégedett volt Johnson teljesítményével, így 2002-től teljes szezonban alkalmazta őt. Első pole-pozícióját rögtön a szezon első versenyén, a Daytona 500-on megszerezte. Ezzel akkor mindössze a második újonc volt Loy Allen 1994-es elsősége után, aki ezt meg tudta csinálni. Első futamgyőzelmére is mindössze tizenhárom futamot kellett várnia, ekkor az Auto Club Speedwayen végzett az élen. Ő lett az első újonc, aki egy pályán kétszer is nyerni tudott volna egy év során, valamint ugyancsak ő volt az első, aki vezethette a pontversenyt. Azzal, hogy begyűjtött három győzelme mellé négy edzéselsőséget is, a legjobb újonceredményt hozta szezon végi ötödik helyével Tony Stewart (1999) óta. Az imént említett eredmények mellett Johnson begyűjtött hat top 5-ös és 21 top tízes helyezést is.
A 2003-as Winston Cup Series során Johnson az örökranglista kilencedik helyéig kapaszkodott fel azzal, hogy megszakítás nélkül hatvankilenc héten keresztül a legjobb tíz között állt a pontversenyben. Versenyt hármat tudott nyerni (a charlotte-i Coca Cola 600-at és mindkét New Hampshire-i futamot), időmérőn kétszer végzett az élen (Kansas, Pocono), tizennégyszer végzett a legjobb öt, és hússzor a legjobb tíz között. Az év során megnyerte az All-Star versenyt is, és Matt Kenseth mögött már második tudott lenni, megelőzve jövőbeli csapattársát, Dale Earnhardt Jr.-t.
A 2004-es szezon rosszul indult Johnson számára az első két futamon elért negyvenegyedik és tizenhatodik hely miatt. A rossz futamok után nyerni tudott Carolinában és Darlingtonban, majd ezt követően Charlotte-ban és mindkét poconói versenyen is. Az igazán jó folytatás viszont hamar szertefoszlott, ugyanis Talladegában csak 37., Kansasben pedig csak 32. lett, így ismét messze került a közvetlen élmezőnytől. Később a Chase-ben, vagyis a bajnoki címért folytatott rájátszásban is tudott futamot nyerni, azonban Martinsville-i sikerét egy tragédia árnyékolta be. A csapatfőnök Rick Hendrick fia, Ricky és hét másik utas egy repülőbaleset áldozata lett, erről pedig csak a leintés után értesítették őt, hogy a vezetésre tudjon koncentrálni. Év végén nyolc győzelem, 20 top 5-ös és 23 top 10-es pozíció állt a neve mellett, ami ismét a második helyhez volt elegendő.
2005-ben ismét számos futamgyőzelmet szerzett, ő nyert ugyanis Las Vegasban, a Lowe’s Motor Speedwayen, Doverben, majd ismét Lowe's-ban, ezzel a „hazai” pályán (Johnsonnak és a charlotte-i pályának ekkor egyaránt a Lowe's volt a főszponzora) már négy egymást követő futamgyőzelemnél tartott. A szezon végén reális esélye volt pályafutása első bajnoki címének megszerzésére, azonban egy baleset miatt az egész versenye arról szólt Homesteadben, hogy felzárkózzon, és mivel ez csak az ötödik helyig sikerült, harmadszor is másodikként zárta az aktuális szezont.

### 2006–2010: a bajnoki évek
2006-ban rögtön úgy indította a szezont, hogy pályafutása során először megnyerte a Daytona 500-at. A következő versenyen, Kaliforniában második lett, majd Las Vegasban ismét az élen végzett. Ehhez újabb sikereket tudott hozzátenni a Brickyard 400-on, majd Martinsville-ben és Talladegában. Ezzel a teljesítményével ő lett a modern éra történetének első versenyzője, aki első öt évében legalább három győzelmet szerzett. Év végén a rekord mellé őt választották az év legjobb versenyzőjének, ugyanis jó teljesítménye karrierje első bajnoki címével is párosult. A szezonzáró után ötvenhat ponttal előzte meg Matt Kensethet.
2007-ben még előző évi teljesítményét is meg tudta fejelni. Ebben az idényben tízszer haladt át elsőként a célvonalon, hússzor végzett a legjobb öt, és huszonnégyszer a legjobb tíz között. A Chase után (ahol a legjobb teljesítményt nyújtotta 5,0-es helyezésátlaggal) sorozatban második bajnoki címét ünnepelhette. Decemberben egy komoly edzésbe kezdett John Sitaras személyi edzővel, hogy kiegyensúlyozza az erejét, ugyanis a folyamatos balról ható G-erők miatt nem volt egyforma fizikailag a teste két oldala. Két év alatt a testzsírszázaléka 20-ról 8-ra csökkent. Ennek az edzésmunkának is köszönhetően 2009-ben ő lett az első autóversenyző, aki az Associated Pressnél az év férfi sportolója lett.

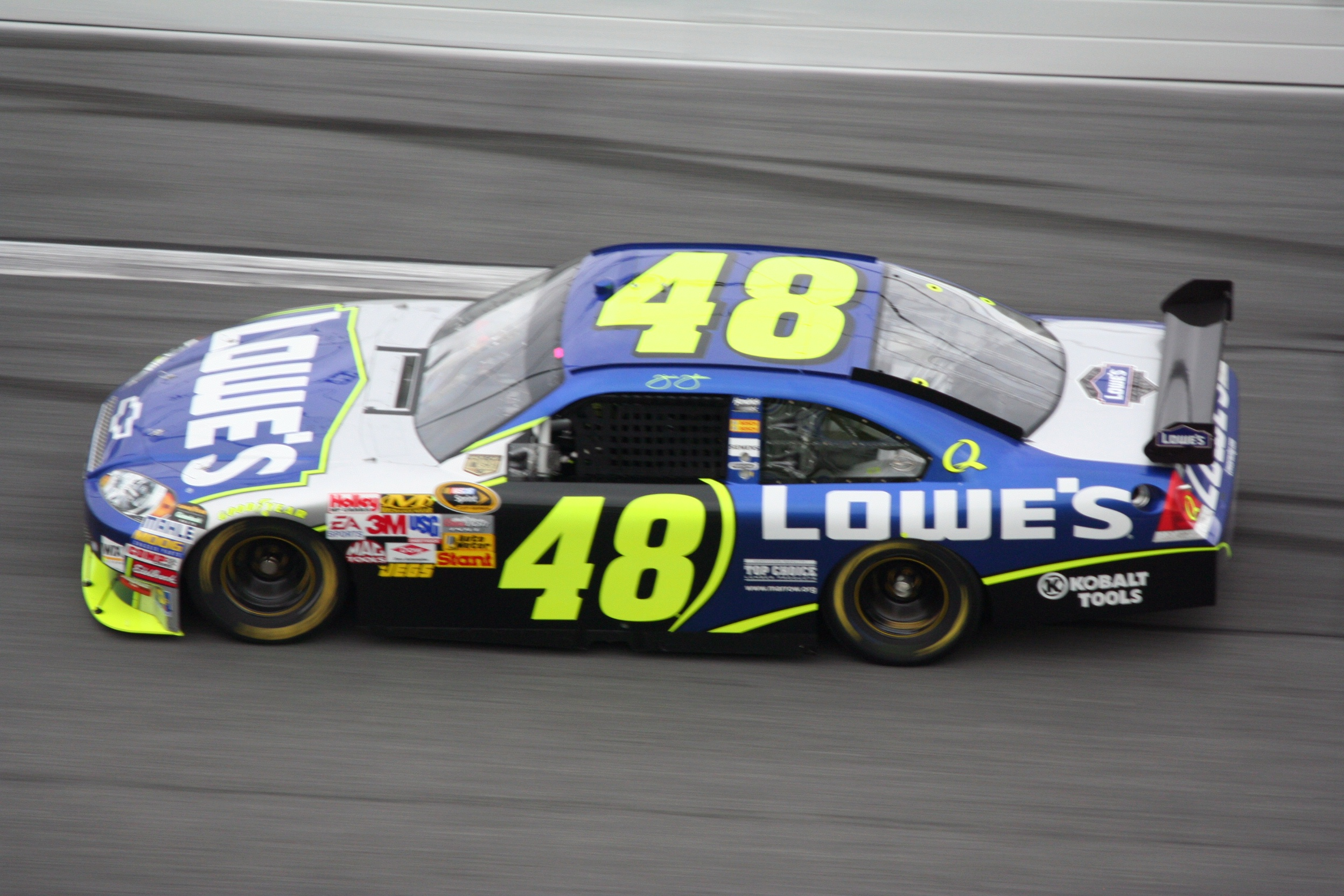
Jimmie Johnson a 2008-as Daytona 500-on

A 2008-as szezon végén a második olyan versenyző lett Cale Yarborough után, aki három egymást követő évben is bajnoki címet tudott szerezni. Szezonbeli hét győzelmének köszönhetően a harmadik legsikeresebb aktív versenyző lett, ezen kívül szerzett hat pole-pozíciót és tizenöt top 5-ös helyezést.
2009-ben zsinórban negyedik Cup-bajnoki címét szerezte, erre előtte senki nem volt képes. Azzal, hogy ebben a szezonban is nyert hétszer, immár nyolcadik olyan szezonjánál tartott, amikor legalább három győzelmet össze tudott gyűjteni. Ugyancsak ő volt az egyetlen olyan pilóta, aki a Chase létrehozása óta minden egyes szezonban bejutott ebbe a sajátos, NASCAR-ra jellemző rájátszásba. Év végén már harmadszor lett az év autóversenyzője, ezzel beállította Jeff Gordon, Mario Andretti és Darrell Waltrip rekordját.
Johnson győzelmi sorozata 2010-ben sem szakadt meg, ugyanis ötödször is őt koronázták meg a Sprint Cup Series királyának. Két futamon indulhatott az első rajthelyről, ezen kívül hat győzelmet szerzett, és tizenhétszer zárt a legjobb öt között. 2010 végére már a legjobb tíz között állt a pályafutása során szerzett futamgyőzelmeket tekintve. Negyedszer is ő lett az év autóversenyzője, erre addig csak csapattársa, Gordon volt képes. Év végén megnyerte Tony Stewart jótékonysági versenyét, a Prelude to the Dreamet, az Eldora Speedway dirt pályán, ezzel élete első győzelmét szerezte ilyen borításon.

### 2011: egy küzdelmes év

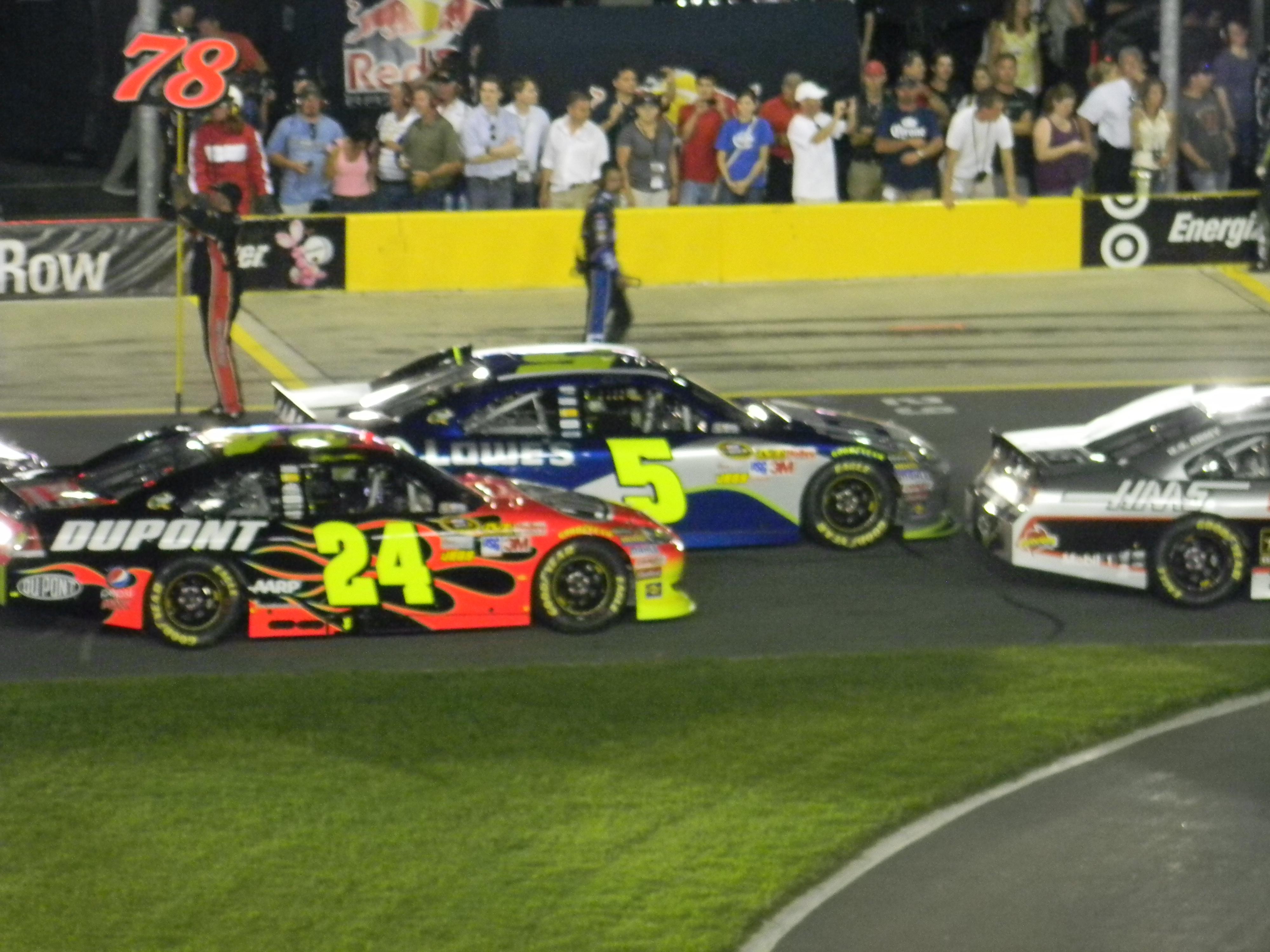
Johnson (5) és Jeff Gordon az All-Star Race-en

2011 elején Johnson egy negyedik hellyel indított a Budweiser Shootout gálaversenyen azután, hogy huszonharmadik helyről indult. Egy héttel később a Daytona 500 nem sikerült jól számára, ugyanis huszonharmadik rajthelyét csak egy huszonhetedik helyre tudta váltani, miután a huszonkilencedik körben balesetbe keveredett. A daytonai verseny után a Subway Fresh Fit 500-on harmadik lett, amit egy tizenhatodik hely követett, ezután viszont kétszer is a legjobb öt között zárt.
Statisztikai értelemben 2011 volt pályafutása második legrosszabb szezonja annak ellenére, hogy év végén hatodikként zárt. Mindössze két futamot tudott nyerni, ebből az első a talladegai Aaron's 499 volt. A pálya sajátosságaiból adódóan a versenyzők párokra oszlottak, úgy tandemeztek a lehető legnagyobb sebesség elérése érdekében, Johnson párja pedig a csapattárs Dale Earnhardt Jr. volt. Az utolsó körökben ők ketten az ötödik-hatodik helyen haladtak két másik pár, a két csapattárs (Gordon-Martin) és két Richard Childress Racing-versenyző (Bowyer-Harvick) mögött. A végén Earnhardtnak sikerült Johnsont az élre „tolnia”, aki végül mindössze 2 ezredmásodperccel (0,002 mp) előzte meg Bowyert. Ez a pálya történetének legszorosabb befutója, és az egész NASCAR történetében is a holtversenyes legszorosabb finis (a 2003-as Carolina Dodge Dealers 400-on ugyanekkora különbség döntött). A következő négy futamon egyaránt be tudott kerülni a legjobb tizenöt közé, a Coca Cola 600-at Charlotte-ban viszont motorhiba miatt nem ért célba. Egy héttel később ugyanúgy nem ért el jó eredményt, mert bár célbaért, mindössze huszonhetedikként intették le. A következő versenyen, a Toyota/Save Mart 350-en már jobb eredményt ért el, ezen hetedik lett, ennek köszönhetően pedig felkapaszkodott a tabella harmadik helyére.
Amikor a mezőny visszatért Daytonába, a Coke Zero 400-ra, Johnson és Earnhardt ismét egymást segítve versenyeztek a futam nagy részében, egészen addig, amíg Johnson ki nem hajtott egy boxkiállásra. A verseny utolsó körében minden problémája ebből adódott, ugyanis a mezőny sűrűjében belekeveredett egy balesetbe, emiatt pedig csak a huszadik helyen zárt. A következő két helyszínen sokkal jobb eredményekkel tudott kirukkolni, ugyanis egy harmadik és egy ötödik helyet szerzett a Quaker State 400-on és a Lenox Industrial Tools 301-en. Két héttel később Indianapolisban ismét egy gyengébb eredmény jött neki össze, ugyanis a verseny befejezése előtt mindössze harminc körrel úgy alakult a taktikája, hogy még egyszer ki kellett állnia tankolni. Poconóban negyedik lett, Watkins Glenben tizedikként zárt, ezt követően pedig összeszedett három top 5-ös eredményt is. Az alapszakaszt keserű szájízzel fejezhette be, ugyanis mindössze harmincegyedik lett. A Chase-ben sikerült megszereznie második futamgyőzelmét, azonban ez csak egy hatodik helyre volt elég. A bajnoki címet 2006 után ismét Tony Stewart nyerte.

### 2012
Johnson a 2012-es szezont egy tizennegyedik hellyel kezdte a Budweiser Shootouton, miután egy balesetbe keveredett a 74. körben. A Daytona 500-at fel kellett adnia, ugyanis rögtön a második körben Elliott Sadler beleforgatta a falba, emiatt pedig olyan súlyos sérülést szenvedett az autója, hogy nem tudta folytatni, végül pedig negyvenkettedikként rangsorolták. A balesetben egyébként benne volt kettejükön kívül a dominóeffektus következtében David Ragan, Danica Patrick, Kurt Busch és Trevor Bayne is. A következő három versenyen szerzett negyedik, második és kilencedik helyével felkapaszkodott a tabella tizenegyedik helyére.
Az Auto Club 400-on a tizedik helyen helyen állt, amikor elkezdett folyni az olaj az autójából. Nagy szerencséjére a versenyt eső miatt félbeszakították, így nem kellett attól félnie, hogy visszaesik, és rossz helyen rangsorolják, esetleg kiesik. Martinsville-ben tizenkettedik lett, miután az utolsó néhány körben, a green-white-checker befejezésnél ütközött. A következő futamon úgy lett második, hogy szinte végig vezetett, és csak a legvégén előzte meg őt Greg Biffle. Ezután Kansasben harmadik, Richmondban hatodik lett, Talladegában viszont csak harmincötödikként zárt, miután a 110. körben elfüstölt a motorja.
Első győzelmét Darlingtonban, a Bojangles' Southern 500-on szerezte meg, ez volt a Hendrick Motorsports kétszázadik Cup-győzelme. Egy héttel később beállította csapattársa, Jeff Gordon és a legendás Dale Earnhardt rekordját azzal, hogy harmadszor nyerte meg az NASCAR Sprint All-Star Race-t. A Coca Cola 600-on tizenegyedik lett azután, hogy a 354. körben büntetést kapott. A következő versenyen, a FedEx 400-on megszerezte szezonbeli második győzelmét. A Pocono 400-on komoly felzárkózást mutatott be, ugyanis a huszonhatodik helyről indulva egészen a negyedik helyen fel tudott kapaszkodni. A következő két futamon egyaránt ötödik lett, ezzel pedig már negyedik volt a bajnokságban, tehát biztos Chase-résztvevőnek mondhatta magát. Kentuckyban hatodik lett szezonbeli első pole-pozíciója után. 2012 során harmadszor, pályafutása alatt pedig már negyedszer tudott nyerni Indianapolisban, a Brickyard 400-on, ezzel beállította Gordon rekordját, ami a legtöbb sikert illeti a verseny történetében.
A Chase-ben sorozatban három top 5-ös hellyel kezdett, majd hetedik lett, ezzel pedig egymás után négyszer végzett a legjobb tíz között. Texasban megszerezte karrierje hatvanadik futamgyőzelmét, és hét ponttal vezetett Brad Keselowski előtt. Phoenixet egy defekt miatt a falban végezte, és csak harminckettedik lett, így Keselowski került lépéselőnybe. A szezonzárón, Homesteadben a bajnoki címért versenyezhetett, erre azonban egy büntetés és egy váltóprobléma miatt minden esélye elszállt. Végül a szezont harmadikként zárta Keselowski és Clint Bowyer mögött.

### 2013: egy újabb bajnoki cím

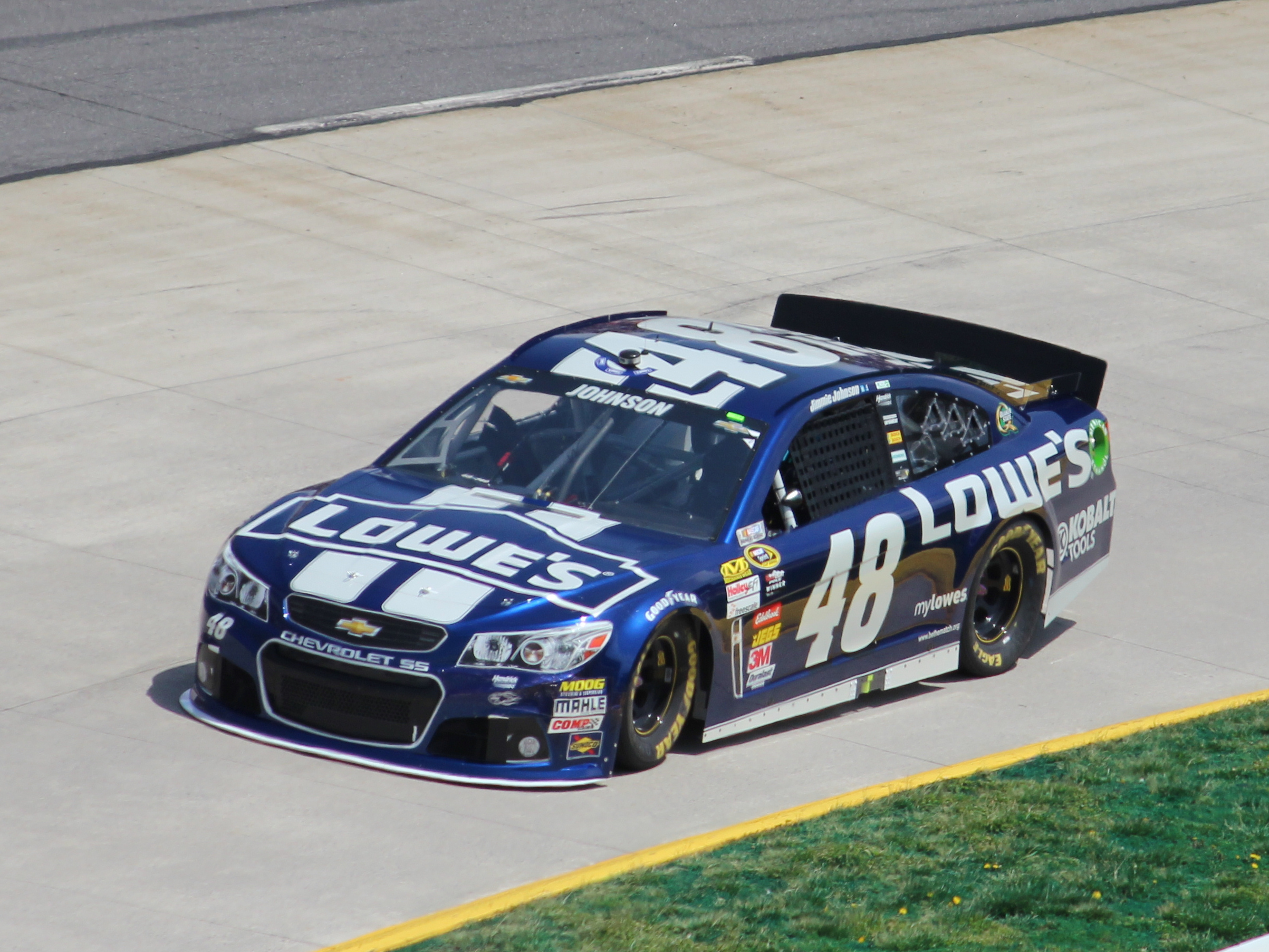
Johnson a 2013-as STP Gas Booster 500 verseny idején

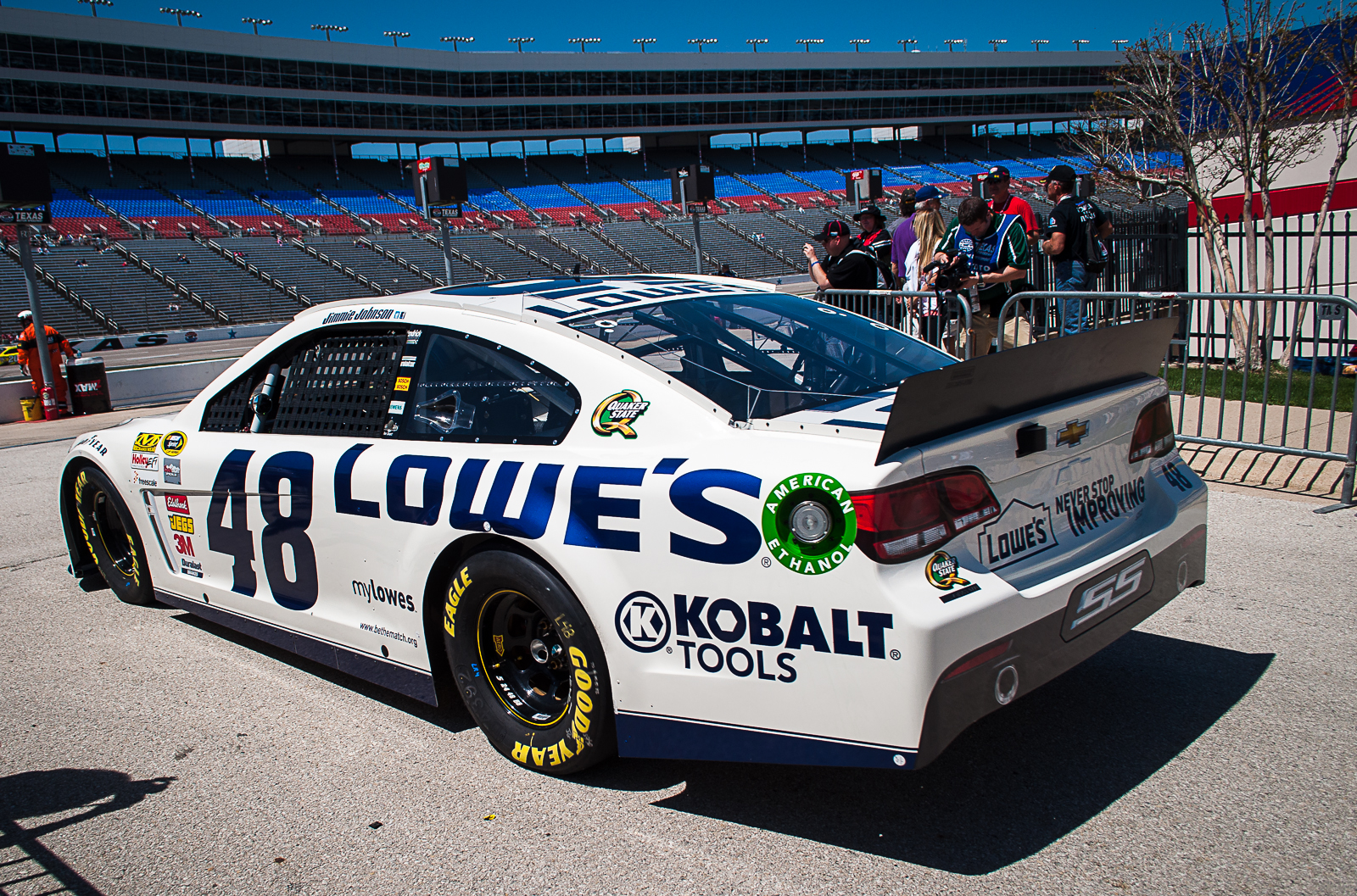
A 2013-as NRA 500 gyakorlása során

2013 első versenyét, a Sprint Unlimitedet nem fejezte be, ugyanis a tizenhatodik körben tömegbalesetbe keveredett Kyle és Kurt Buschsal, Jeff Gordonnal, Mark Martinnal és Denny Hamlinnel együtt. A Budweiser Duel kvalifikációs verseny első felvonásában negyedik lett, ami egy kilencedik rajtpozíciót ért neki a Daytona 500-on. A verseny elején vezetni tudott, azonban később visszacsúszott a mezőny közepéig. A leintéshez közeledve ismét előre keveredett, az utolsó sárga zászlónál például Brad Keselowskival harcolt az első helyen. Az utolsó körben vissza tudta verni Earnhardt Jr. és Martin támadását is, így megszerezte karrierje második Daytona 500-győzelmét. Ezzel a győzelemmel előző, 2006-os sikere óta először végzett a huszonhetediknél jobb pozícióban, ugyanis az előző hat verseny mindegyikén hátráltatta őt baleset vagy műszaki hiba.
A jó sorozat folytatódott, ugyanis a következő versenyen, Phoenixben második lett Carl Edwards mögött. Las Vegasban hatodik lett, a következő futamon, Bristolban egy megpördülés miatt csak huszonkettedikként zárt. Fontanában tizenkettedikként intették le, majd Martinsville-ben dominálni tudott, és az 500 körből 346-ot élen töltve szerezte meg nyolcadik futamgyőzelmét ezen a helyszínen. Kiegyensúlyozott teljesítményének köszönhetően nyáron voltak olyan időszakai is a szezonnak, amikor több mint két futamgyőzelemnyi ponttal vezetett az őt üldözők (Carl Edwards és Clint Bowyer) előtt. Richmondi tizenkettedik, talladegai ötödik és darlingtoni negyedik helye még megnyugtatóbb előnyt biztosított neki a pontversenyben Edwardsszal szemben.
Az All-Star versenyt pályafutása során negyedszer tudta megnyerni. Ezt egy gyors kiállásnak köszönhette, aminek hála másodikként kezdhette meg az utolsó újraindítás utáni tíz kör, majd a végén meg tudta előzni Kasey Kahne-t. Doverben hiába vezetett 143 kört, Juan Pablo Montoya szabálytalan megelőzéséért büntetést kapott, és végül csak tizenhetedik lett. A hiba nem volt nagy hatással a teljesítményére, ugyanis Poconóban megszerezte szezonbeli harmadik futamgyőzelmét úgy, hogy az első rajthelyről is ő indulhatott, valamint ő vezette a legtöbb kört is a verseny során. Ezzel az elsőséggel kilencéves nyeretlenségi sorozatot szakított meg ezen a pályán, ugyanis legutóbb 2004-ben tudott itt nyerni, igaz, akkor az év mindkét versenyét megnyerte, amit Poconóban rendeztek. Michiganben sokáig Greg Biffle-t üldözte az első helyért, azonban öt körrel a vége előtt defektet kapott, és végül csak huszonnyolcadikként rangsorolták, ez volt az addigi legrosszabb eredménye 2013-ban. Sonomában kilencedikként zárt, Kentuckyban pedig ismét esélye volt a győzelemre. Ám hiába vezetett 182 kört is, egy újraindításnál egyszerűen elaludt, és nehezen vette fel a tempót. A nagy sebességkülönbség miatt a mögötte érkező Joey Logano meglökte, és ki is forgatta. A nagy balesetet el tudta kerülni, és később a leintésig vissza tudott kapaszkodni egészen a kilencedik pozícióig.
Azzal, hogy megnyerte a Coke Zero 400-at, elmondhatta magáról, hogy az év mindkét daytonai versenyén az élen végzett. Itt közel száz kört töltött az élen, és a végén vissza tudta verni Tony Stewart és Kevin Harvick támadását is. Két daytonai győzelmet egy szezonban előtte legutóbb Bobby Allison tudott szerezni, még 1982-ben. Ezzel a győzelemmel és az egész szezonban nyújtott teljesítményével sokat tudott javítani az úgynevezett restrictor plate-pályákon mutatott 2012-es formájához képest. Egy évvel korábban mindkét daytonai versenyen baleset miatt esett ki, Talladegában pedig egyszer szintén baleset, egyszer pedig műszaki hiba vetett véget a versenyének. New Hampshire-ben hiába szerezte meg a második rajthelyet, autója megbukott a kvalifikációt követő műszaki átvizsgáláson, a felügyelők szerint ugyanis túl alacsonyan volt az autó padlólemeze. A büntetés az lett, hogy Johnsont a rajtrács végére, a 43. pozícióba száműzték, ezzel pályafutása során először volt kénytelen a rajtrács legutolsó helyéről indulni. A verseny aztán a folyamatos felzárkózásról szólt: az első körökben máris megelőzött hét autót, ötven kör után pedig már a legjobb 20 között jegyezték. 165 kör után a top 10-be is felzárkózott, a kockás zászlót pedig végül hatodikként látta meg. Indianapolisban az időmérő és a futam során is nagy csatát vívott Ryan Newmannel. Az időmérőt minimális különbséggel Newman nyerte, azonban a futamon úgy nézett ki, Johnson megfordíthatja a szerencséjét. A verseny során ő töltötte a legtöbb kört az első pozícióban, azonban végül vasárnap is Newman diadalmaskodott, miután egy kiállásnál Johnson szerelői csapata nem dolgozott elég gyorsan.
Poconóban azután, hogy a verseny elején sokáig vezetett, ismét egy defekt okozott neki bosszúságot. Ezt ráadásul nem is úszta meg olyan olcsón, mint a korábbiakat, ugyanis a kidurranó gumi miatt irányíthatatlanná váló autó több közepes sérülést is elszenvedett. Ezt kisebb időveszteség árán sikerült megjavítani a szerelőknek a boxban, azonban ezt követően csak a kármentés lehetett a cél, ami egy tizenharmadik hely formájában sikerült is. Az alapszakasz végére elhagyta őt a szerencse, ugyanis az utolsó három futamon sorrendben 36., 28. és 40. tudott csak lenni.
Az alapszakasz végén mutatott gyengébb forma miatt a Chase-be csak másodikként került be azok után, hogy sokáig tetemes előnnyel vezetett. A Chase első két futamán egy ötödik és egy negyedik hellyel indított, Doverben aztán 243 kört az élen töltve meg tudta szerezni a győzelmet is, egyúttal megváltva helyét a következő körben. A következő néhány verseny Johnson szempontjából azzal telt, hogy a Chase-t vezető Matt Kensethet üldözte. Végül Talladegában sikerült ismét az élre állnia, azonban Martinsville-ben Kenseth győzelmének köszönhetően egálra alakította az állást. Phoenixben Johnson kétszer is megúszott egy-egy balesetet, és végül harmadik lett, ismét megelőzve Kensethet, huszonnyolc pontos előny kiépítve. Ennek köszönhetően egy visszafogott kilencedik hely is elég volt neki Homesteadben, hogy bebiztosítsa hatodik bajnoki címét.

### 2014 óta: visszaesés, majd másodvirágzás
2014 volt Johnson addigi legrosszabb szezonja. Az egész év egy hullámvasúthoz volt hasonlítható az ő szempontjából, ugyanis sokszor egy jó-egy rossz volt a sorminta az eredményeit tekintve. A szezont kimondottan rosszul kezdte, ugyanis az első tizenegy versenyen egyetlen győzelmet sem tudott szerezni. Ekkor félő volt, hogy megdől az ide vonatkozó negatív rekordja, ugyanis tizenkét versenyhétvégénél többet sohasem kellett várnia arra, hogy megszerezze első futamgyőzelmét az adott évad során. Erre végül 2014-ben sem került sor, ugyanis a tizenkettedik hétvégén, Charlotte-ban megnyerte a Coca-Cola 600-at (2005 óta először), majd rögtön utána, egy héttel később a doveri versenyt is. Egymást követő két futamgyőzelme a tizenharmadik duplázása volt pályafutása során.
Később megszerezte karrierje első győzelmét Michiganben, azonban a jó eredmény nem bizonyult tartósnak, miután a következő két versenyen kiesése után egyaránt negyvenkettedikként értékelték. A következő három versenyen sem sikerült beverekednie magát a legjobb tíz közé, legjobb eredménye egy tizennegyedik hely volt Indianapolisban. A rossz eredmények ellenére is negyedikként kvalifikálta magát a Chase-be, ahol az első körből is továbbjutott, köszönhetően egy tizenkettedik, egy ötödik és egy harmadik helynek. A következő, Eliminator Round körbe már nem jutott be, ugyanis a Contender Round során mindössze egy negyvenedik, egy tizenhetedik és egy huszonnegyedik helynek. Ezzel pályafutása során először zárt év végén tizediknél rosszabb pozícióban.
2015-öt jobban kezdte, ugyanis megnyerte a kvalifikációs versenyt, az egyik Budweiser Duelt, ötödik lett a Daytona 500-on (egymás után másodszor), és nyerni tudott már a második futamon, Atlantában. Las Vegasban baleset miatt csak negyvenegyedik lett, ezt követően viszont szerzett egy tizenegyedik és egy kilencedik helyet, Phoenixben és Kaliforniában. Texasban ismét nyerni tudott, Bristolban második, Richmondban pedig harmadik lett, ezzel fel tudott kapaszkodni a tabella negyedik helyéig. Kansasben egy kockázatos taktika jött be neki, ugyanis egy sárga zászlós periódus alatt úgy döntött, a mezőny nagy részével ellentétben nem megy ki tankolni és kereket cserélni, ezt pedig végül győzelemre tudta váltani Harvickkal és Earnhardttal szemben. Ez volt a harmadik győzelme mind az év során, mind ezen a pályán, ezenkívül ez a siker több mérföldkövet is jelentett neki, ugyanis kétszázadszor végzett a legjobb öt, 300. alkalommal pedig a legjobb tíz között. Charlotte-ban kétszer is megpördült, ráadásul ugyanazon a helyen, a második miatt pedig megsérült az autója, miután a boxutca falának csapódott, és csak negyvenedik lett. Doverben győzelmének köszönhetően a negyedik olyan pilóta lett, aki tízszer vagy többször tudott nyerni egy pályán. Ez már karrierje hetvennegyedik győzelme volt, aminek köszönhetően kettőre került Dale Earnhardt sikereinek számától (76).
Később szerzett több top 5-ös helyezést is, győznie azonban egészen Texasig nem sikerült. A texasi pálya Johnson egyik legsikeresebb pályája lett az elmúlt évek során, ugyanis ekkor már sorozatban negyedik szezonjában tudott itt versenyt nyerni, 2015-ben ráadásul mindkét versenyen ő végzett az élen. Hetvenötödik futamgyőzelme már csak eggyel volt kevesebb Earnhardténál, ráadásul ezzel a sikerrel egy húszfutamos nyeretlenségi sorozatot szakított meg. Második texasi győzelme idején már nem volt versenyben a bajnoki címért, ugyanis ismét kiesett a Chase egy korábbi szakaszában, és csak tizedikként zárta a szezont, második legrosszabb év végi helyezését produkálva.
2016-ban ugyanott és ugyanakkor, az atlantai második futamon szerezte meg szezonbeli első győzelmét. Ehhez már három hét múlva, Fontanában hozzá tudott tenni még egyet, ezzel előbb beérte, majd megelőzte a 76 győzelemnél megálló Earnhardtot, és az örökranglista hetedik helyére lépett előre. Később négy top 5-ös helyezést tudott összegyűjteni, így kényelmesen bejutott ismét a Chase-be. A szezon végére újra formába lendült, és további három győzelmet aratott – az utolsó, legfontosabbat a mindent eldöntő homesteadi versenyen, kihasználva két bajnoki riválisa, Carl Edwards és Joey Logano ütközését. Ezzel megszerezte hetedik bajnokságát, beállítva a két hétszeres bajnok, Richard Petty és Dale Earnhardt rekordjait.

## Versenyzés más kategóriákban

### Race of Champions

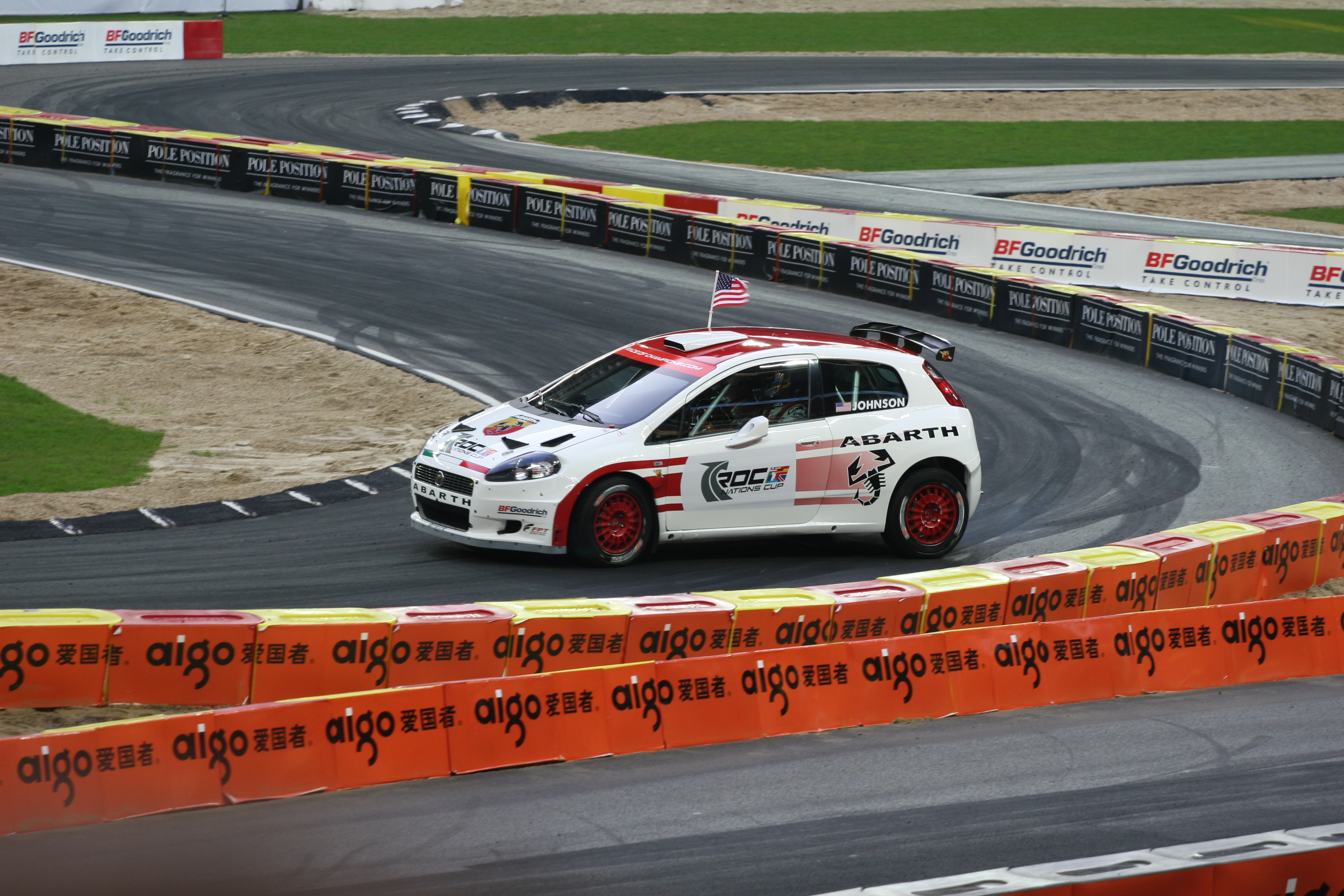
Johnson egy Fiat Grande Punto S2000 Abarth volánjánál a 2007-es Race of Champions során

Johnson először a verseny 2002-es kiírásán vett részt az amerikai csapattal. Egyéniben hamar kiesett, Marcus Grönholm rögtön az első körben jobbnak bizonyult nála. Csapatban viszont Jeff Gordonnal és Colin Edwardsszal megnyerték a tornát. Két évvel később ismét részt vett az eseményen, ekkor azonban ismét hamar kiesett, ezúttal Mattias Ekström akkori DTM-bajnok ellen.
2006-ban csak nézőként vett részt, ugyanis néhány nappal a torna előtt megsérült, így nem indulhatott. A 2007-es kiírás során a nyolcaddöntőben Sébastien Bourdais győzte le őt.

### Grand-Am
A Grand-Am sorozatba tartozó daytonai 24 órás autóversenyen először 2004-ben indult először, és nyolcadik lett. Egy évvel később aktuális csapattársaival már második tudott lenni.
2007-ben már a Grand-Am sorozat mindkét daytonai versenyén elindult, az elsőn kilencedik, a másodikon tizenkilencedik lett. 2008-ban megismételte három évvel korábbi eredményét, és ismét másodikként zárt Alex Gurneyvel és Jon Fogartyval.
Utoljára 2010-ben és 2011-ben indult Daytonában, és egy huszonegyedik, valamint egy tizenötödik hellyel távozott a versenyről. 2010-ben elindult a Watkins Glen-i hat órás viadalon is, ott hatodik lett.

## Magánélet
1975. szeptember 19-én, kaliforniai El Cajonban született Cathy és Gary Ernest Johnson gyermekeként. Két öccse van, mindketten autóversenyzők, közülük Jarit szintén bemutatkozott a NASCAR-ban, igaz, csak a nevelőszériákban futott néhány versenyt. Jessie főleg offroad-viadalokon szerepel.
Középiskolájában, a Granite Hills High Schoolban, ahol az autóversenyzésen kívül több más sportágat is kipróbált, 1993-ban érettségizett. Az intézmény a tiszteletére minden sportcsapatánál visszavonultatta rajtszámát, a 48-ast.
Jelenlegi lakhelye az észak-karolinai Charlotte, itt él feleségével, Chandrával, akivel 2002-ben ismerkedett meg. A családnak két lánya van, Genevieve és Lydia.

### The Jimmie Johnson Foundation
A Jimmie Johnson Foundationt 2006-ban hívta életre feleségével. A szervezet szegény gyermekeket, családokat és közösségeket segít, ezen kívül számos egyéb jótékonysági akcióban (Habitat for Humanity, Make-A-Wish Foundation) is részt vesz. Az alapítványt minden évben golftornát rendez San Diegóban, melynek bevételét a K-12 közoktatási program számára ajánlja fel.
2009-ben és 2010-ben a Jimmie Johnson Foundation 1,5 millió dollárt adományozott kaliforniai, oklahomai és észak-karolinai iskolák számára, hogy azok fedezni tudják alapvető szükségleteiket. Ezenkívül jelentős segítséget nyújt az Amerikai Vöröskereszt természeti katasztrófákkal kapcsolatos segítő munkáiban is.

## Médiamegjelenések

### Televízió, film
2005-ben egy cameoszerep erejéig saját magát alakította a Kicsi kocsi – Tele a tank című filmben. Ugyancsak 2005-ben feltűnt a Las Vegas című tévésorozatban.
2010-ben, a Daytona 500 januárban kezdődő előkészületeitől kezdve kamerák követték útját, erről a HBO tévécsatorna 24 televíziós sorozata készített dokumentumfilmet „Jimmie Johnson: Race to Daytona” címmel.
2013-ban vendég volt a The Ellen DeGeneres Show-ban, ahová friss Daytona 500-győztesként hívták, és megmérkőzött a műsorvezető Ellen DeGeneres ellen a gokartpályán. Szintén ebben az évben ő lett az első profi sportoló, aki vezethette az ESPN SportsCenter című hírműsorát.
2015-ben a Bubbi Guppik című gyerekeknek szóló animációs sorozatban egy Jimmie nevű ráknak kölcsönözte a hangját.

### Nyomtatott sajtó
Több magazin, mint például a NASCAR Illustrated, a Sports Illustrated, a Men's Fitness és a Success.

### Zene
Szintén egy cameoszerep erejéig feltűnt a The Avett Brothers együttes „Ain't No Man” című számában.

### Videojátékok
Johnson 48-as rajtszámú Chevrolet-je feltűnt a NASCAR Racing 2003 Season és a NASCAR The Game: 2011 játékok borítóin.
A NASCAR 06: Total Team Control ő és akkori Hendrick Motorsportsos csapattársa, Jeff Gordon irányítható a játék Team Control módjában. A NASCAR Kart Racing játékban egyike a hat versenyzőnek, aki a játék borítóján szerepel, míg a Jimmie Johnson's Anything with an Engine-nek ő a főszereplője.
A Forza Motorsport 6-ben Johnson is egy kiválasztható versenyző lett a későbbi küzdelmekhez, miután kiadták a játékhoz a NASCAR-os bővítési csomagot, amelyben huszonnégy 2016-os autófestési minta szerepel, köztük Johnsoné. Magában a csomag kidolgozásában is komoly feladata volt, ebben csapattársa, Chase Elliott is a segítségére volt.

## Statisztikái

### Teljes Sprint Cup Series-eredménylistája
| 2001 | Hendrick Motorsports | 48 | Chevy | DAY    | CAR    | LVS    | ATL    | DAR    | BRI    | TEX    | MAR    | TAL    | CAL    | RCH    | CLT    | DOV    | MCH    | POC    | SON    | DAY    | CHI    | NHA    | POC    | IND    | GLN    | MCH    | BRI    | DAR    | RCH    | DOV    | KAN    | CLT 39 | MAR    | TAL    | PHO     | CAR    | HOM 25 | ATL 29 | NHA    | 52. | 210  | [ 103 ] |
| 2002 | Hendrick Motorsports | 48 | Chevy | DAY 15 | CAR 28 | LVS 6  | ATL 3  | DAR 6  | BRI 7  | TEX 6  | MAR 35 | TAL 7  | CAL 1  | RCH 31 | CLT 7  | DOV 1  | POC 3  | MCH 14 | SON 35 | DAY 8  | CHI 4  | NHA 15 | POC 15 | IND 9  | GLN 16 | MCH 7  | BRI 34 | DAR 9  | RCH 13 | NHA 9  | DOV 1  | KAN 10 | TAL 37 | CLT 6  | MAR 6   | ATL 22 | CAR 37 | PHO 15 | HOM 8  | 5.  | 4600 | [ 104 ] |
| 2003 | Hendrick Motorsports | 48 | Chevy | DAY 3  | CAR 8  | LVS 11 | ATL 32 | DAR 27 | BRI 8  | TEX 8  | TAL 15 | MAR 9  | CAL 16 | RCH 19 | CLT 1  | DOV 38 | POC 12 | MCH 16 | SON 17 | DAY 18 | CHI 3  | NHA 1  | POC 15 | IND 18 | GLN 4  | MCH 27 | BRI 5  | DAR 3  | RCH 11 | NHA 1  | DOV 8  | TAL 34 | KAN 7  | CLT 3  | MAR 2   | ATL 3  | PHO 2  | CAR 2  | HOM 3  | 2.  | 4932 | [ 105 ] |
| 2004 | Hendrick Motorsports | 48 | Chevy | DAY 5  | CAR 41 | LVS 16 | ATL 4  | DAR 1  | BRI 16 | TEX 9  | MAR 4  | TAL 4  | CAL 2  | RCH 2  | CLT 1  | DOV 32 | POC 1  | MCH 4  | SON 5  | DAY 2  | CHI 2  | NHA 11 | POC 1  | IND 36 | GLN 40 | MCH 40 | BRI 3  | CAL 14 | RCH 36 | NHA 11 | DOV 10 | TAL 37 | KAN 32 | CLT 1  | MAR 1   | ATL 1  | PHO 6  | DAR 1  | HOM 2  | 2.  | 6498 | [ 106 ] |
| 2005 | Hendrick Motorsports | 48 | Chevy | DAY 5  | CAL 2  | LVS 1  | ATL 2  | BRI 6  | MAR 8  | TEX 3  | PHO 15 | TAL 20 | DAR 7  | RCH 40 | CLT 1  | DOV 4  | POC 6  | MCH 19 | SON 36 | DAY 6  | CHI 3  | NHA 13 | POC 12 | IND 38 | GLN 5  | MCH 10 | BRI 36 | CAL 16 | RCH 25 | NHA 8  | DOV 1  | TAL 31 | KAN 6  | CLT 1  | MAR 3   | ATL 16 | TEX 5  | PHO 7  | HOM 40 | 5.  | 6406 | [ 107 ] |
| 2006 | Hendrick Motorsports | 48 | Chevy | DAY 1  | CAL 2  | LVS 1  | ATL 6  | BRI 30 | MAR 3  | TEX 11 | PHO 7  | TAL 1  | RCH 12 | DAR 4  | CLT 2  | DOV 6  | POC 10 | MCH 6  | SON 10 | DAY 32 | CHI 6  | NHA 9  | POC 6  | IND 1  | GLN 17 | MCH 13 | BRI 10 | CAL 11 | RCH 23 | NHA 39 | DOV 13 | KAN 14 | TAL 24 | CLT 2  | MAR 1   | ATL 2  | TEX 2  | PHO 2  | HOM 9  | 1.  | 6475 | [ 108 ] |
| 2007 | Hendrick Motorsports | 48 | Chevy | DAY 39 | CAL 3  | LVS 1  | ATL 1  | BRI 16 | MAR 1  | TEX 38 | PHO 4  | TAL 2  | RCH 1  | DAR 3  | CLT 10 | DOV 15 | POC 42 | MCH 19 | SON 17 | NHA 5  | DAY 10 | CHI 37 | IND 39 | POC 5  | GLN 3  | MCH 3  | BRI 21 | CAL 1  | RCH 1  | NHA 6  | DOV 14 | KAN 3  | TAL 2  | CLT 14 | MAR 1   | ATL 1  | TEX 1  | PHO 1  | HOM 7  | 1.  | 6723 | [ 109 ] |
| 2008 | Hendrick Motorsports | 48 | Chevy | DAY 27 | CAL 2  | LVS 29 | ATL 13 | BRI 18 | MAR 4  | TEX 2  | PHO 1  | TAL 13 | RCH 30 | DAR 13 | CLT 39 | DOV 7  | POC 6  | MCH 6  | SON 15 | NHA 9  | DAY 23 | CHI 2  | IND 1  | POC 3  | GLN 7  | MCH 17 | BRI 33 | CAL 1  | RCH 1  | NHA 2  | DOV 5  | KAN 1  | TAL 9  | CLT 6  | MAR 1   | ATL 2  | TEX 15 | PHO 1  | HOM 15 | 1.  | 6684 | [ 110 ] |
| 2009 | Hendrick Motorsports | 48 | Chevy | DAY 31 | CAL 9  | LVS 24 | ATL 9  | BRI 3  | MAR 1  | TEX 2  | PHO 4  | TAL 30 | RCH 36 | DAR 2  | CLT 13 | DOV 1  | POC 7  | MCH 22 | SON 4  | NHA 9  | DAY 2  | CHI 8  | IND 1  | POC 13 | GLN 12 | MCH 33 | BRI 8  | ATL 36 | RCH 11 | NHA 4  | DOV 1  | KAN 9  | CAL 1  | CLT 1  | MAR 2   | TAL 6  | TEX 38 | PHO 1  | HOM 5  | 1.  | 6652 | [ 111 ] |
| 2010 | Hendrick Motorsports | 48 | Chevy | DAY 35 | CAL 1  | LVS 1  | ATL 12 | BRI 1  | MAR 9  | PHO 3  | TEX 2  | TAL 31 | RCH 10 | DAR 36 | DOV 16 | CLT 37 | POC 5  | MCH 6  | SON 1  | NHA 1  | DAY 31 | CHI 25 | IND 22 | POC 10 | GLN 28 | MCH 12 | BRI 35 | ATL 3  | RCH 3  | NHA 25 | DOV 1  | KAN 2  | CAL 3  | CLT 3  | MAR 5   | TAL 7  | TEX 9  | PHO 5  | HOM 2  | 1.  | 6622 | [ 112 ] |
| 2011 | Hendrick Motorsports | 48 | Chevy | DAY 27 | PHO 3  | LVS 16 | BRI 3  | CAL 2  | MAR 11 | TEX 8  | TAL 1  | RCH 8  | DAR 15 | DOV 9  | CLT 28 | KAN 7  | POC 4  | MCH 27 | SON 7  | DAY 20 | KEN 3  | NHA 5  | IND 19 | POC 4  | GLN 10 | MCH 2  | BRI 4  | ATL 2  | RCH 31 | CHI 10 | NHA 18 | DOV 2  | KAN 1  | CLT 34 | TAL 26  | MAR 2  | TEX 14 | PHO 14 | HOM 32 | 6.  | 2304 | [ 26 ]  |
| 2012 | Hendrick Motorsports | 48 | Chevy | DAY 42 | PHO 4  | LVS 2  | BRI 9  | CAL 10 | MAR 12 | TEX 2  | KAN 3  | RCH 6  | TAL 35 | DAR 1  | CLT 11 | DOV 1  | POC 4  | MCH 5  | SON 5  | KEN 6  | DAY 36 | NHA 7  | IND 1  | POC 14 | GLN 3  | MCH 27 | BRI 2  | ATL 34 | RCH 13 | CHI 2  | NHA 2  | DOV 4  | TAL 17 | CLT 3  | KAN 9   | MAR 1  | TEX 1* | PHO 32 | HOM 36 | 3.  | 2360 | [ 41 ]  |
| 2013 | Hendrick Motorsports | 48 | Chevy | DAY 1  | PHO 2  | LVS 6  | BRI 22 | CAL 12 | MAR 1* | TEX 6  | KAN 3  | RCH 12 | TAL 5  | DAR 4  | CLT 22 | DOV 17 | POC 1* | MCH 28 | SON 9  | KEN 9* | DAY 1* | NHA 6  | IND 2* | POC 13 | GLN 8  | MCH 40 | BRI 36 | ATL 28 | RCH 40 | CHI 5  | NHA 4  | DOV 1* | KAN 6  | CLT 4  | TAL 13* | MAR 5  | TEX 1* | PHO 3  | HOM 9  | 1.  | 2419 | [ 54 ]  |
| 2014 | Hendrick Motorsports | 48 | Chevy | DAY 5  | PHO 6  | LVS 6  | BRI 19 | CAL 24 | MAR 2  | TEX 25 | DAR 3  | RCH 32 | TAL 23 | KAN 9  | CLT 1* | DOV 1* | POC 6  | MCH 1  | SON 7  | KEN 10 | DAY 42 | NHA 42 | IND 14 | POC 39 | GLN 28 | MCH 9  | BRI 4  | ATL 4  | RCH 8  | CHI 12 | NHA 5  | DOV 3  | KAN 40 | CLT 17 | TAL 24* | MAR 32 | TEX 1* | PHO 39 | HOM 9  | 11. | 2274 | [ 113 ] |
| 2015 | Hendrick Motorsports | 48 | Chevy | DAY 5  | ATL 1  | LVS 41 | PHO 11 | CAL 9  | MAR 35 | TEX 1* | BRI 2  | RCH 3  | TAL 2  | KAN 1  | CLT 40 | DOV 1  | POC 3  | MCH 19 | SON 6* | DAY 2  | KEN 9  | NHA 22 | IND 15 | POC 6  | GLN 10 | MCH 39 | BRI 4  | DAR 19 | RCH 9  | CHI 11 | NHA 6  | DOV 41 | CLT 39 | KAN 3  | TAL 18  | MAR 12 | TEX 1  | PHO 5  | HOM 9  | 10. | 2315 | [ 114 ] |
| 2016 | Hendrick Motorsports | 48 | Chevy | DAY 16 | ATL 1  | LVS 3* | PHO 11 | CAL 1  | MAR 9  | TEX 4  | BRI 23 | RCH 3  | TAL 22 | KAN 17 | DOV 25 | CLT 3  | POC 35 | MCH 16 | SON 13 | DAY 35 | KEN 32 | NHA 12 | IND 3  | POC 16 | GLN 40 | BRI    | MCH    | DAR    | RCH    | CHI    | NHA    | DOV    | CLT    | KAN    | TAL     | MAR    | TEX    | PHO    | HOM    | -*  | -*   |         |

#### Daytona 500
| Év   | Csapat               | Gyártó    | Rajt | Leintés |
| ---- | -------------------- | --------- | ---- | ------- |
| 2002 | Hendrick Motorsports | Chevrolet | 1    | 15.     |
| 2003 | Hendrick Motorsports | Chevrolet | 10.  | 3.      |
| 2004 | Hendrick Motorsports | Chevrolet | 6.   | 5.      |
| 2005 | Hendrick Motorsports | Chevrolet | 2.   | 5.      |
| 2006 | Hendrick Motorsports | Chevrolet | 9.   | 1.      |
| 2007 | Hendrick Motorsports | Chevrolet | 21.  | 39.     |
| 2008 | Hendrick Motorsports | Chevrolet | 1    | 27.     |
| 2009 | Hendrick Motorsports | Chevrolet | 7.   | 31.     |
| 2010 | Hendrick Motorsports | Chevrolet | 3.   | 35.     |
| 2011 | Hendrick Motorsports | Chevrolet | 23.  | 27.     |
| 2012 | Hendrick Motorsports | Chevrolet | 8.   | 42.     |
| 2013 | Hendrick Motorsports | Chevrolet | 9.   | 1.      |
| 2014 | Hendrick Motorsports | Chevrolet | 32.  | 5.      |
| 2015 | Hendrick Motorsports | Chevrolet | 2.   | 5.      |
| 2016 | Hendrick Motorsports | Chevrolet | 26.  | 16.     |

### Nationwide Series
| NASCAR Nationwide Series-eredményei | NASCAR Nationwide Series-eredményei | NASCAR Nationwide Series-eredményei | NASCAR Nationwide Series-eredményei | NASCAR Nationwide Series-eredményei | NASCAR Nationwide Series-eredményei | NASCAR Nationwide Series-eredményei | NASCAR Nationwide Series-eredményei | NASCAR Nationwide Series-eredményei | NASCAR Nationwide Series-eredményei | NASCAR Nationwide Series-eredményei | NASCAR Nationwide Series-eredményei | NASCAR Nationwide Series-eredményei | NASCAR Nationwide Series-eredményei | NASCAR Nationwide Series-eredményei | NASCAR Nationwide Series-eredményei | NASCAR Nationwide Series-eredményei | NASCAR Nationwide Series-eredményei | NASCAR Nationwide Series-eredményei | NASCAR Nationwide Series-eredményei | NASCAR Nationwide Series-eredményei | NASCAR Nationwide Series-eredményei | NASCAR Nationwide Series-eredményei | NASCAR Nationwide Series-eredményei | NASCAR Nationwide Series-eredményei | NASCAR Nationwide Series-eredményei | NASCAR Nationwide Series-eredményei | NASCAR Nationwide Series-eredményei | NASCAR Nationwide Series-eredményei | NASCAR Nationwide Series-eredményei | NASCAR Nationwide Series-eredményei | NASCAR Nationwide Series-eredményei | NASCAR Nationwide Series-eredményei | NASCAR Nationwide Series-eredményei | NASCAR Nationwide Series-eredményei | NASCAR Nationwide Series-eredményei | NASCAR Nationwide Series-eredményei | NASCAR Nationwide Series-eredményei | NASCAR Nationwide Series-eredményei | NASCAR Nationwide Series-eredményei | NASCAR Nationwide Series-eredményei | NASCAR Nationwide Series-eredményei |
| Év                                  | Csapat                              | #                                   | Autó                                | 1                                   | 2                                   | 3                                   | 4                                   | 5                                   | 6                                   | 7                                   | 8                                   | 9                                   | 10                                  | 11                                  | 12                                  | 13                                  | 14                                  | 15                                  | 16                                  | 17                                  | 18                                  | 19                                  | 20                                  | 21                                  | 22                                  | 23                                  | 24                                  | 25                                  | 26                                  | 27                                  | 28                                  | 29                                  | 30                                  | 31                                  | 32                                  | 33                                  | 34                                  | 35                                  | Poz.                                | Pont                                | Megj.                               |
| ----------------------------------- | ----------------------------------- | ----------------------------------- | ----------------------------------- | ----------------------------------- | ----------------------------------- | ----------------------------------- | ----------------------------------- | ----------------------------------- | ----------------------------------- | ----------------------------------- | ----------------------------------- | ----------------------------------- | ----------------------------------- | ----------------------------------- | ----------------------------------- | ----------------------------------- | ----------------------------------- | ----------------------------------- | ----------------------------------- | ----------------------------------- | ----------------------------------- | ----------------------------------- | ----------------------------------- | ----------------------------------- | ----------------------------------- | ----------------------------------- | ----------------------------------- | ----------------------------------- | ----------------------------------- | ----------------------------------- | ----------------------------------- | ----------------------------------- | ----------------------------------- | ----------------------------------- | ----------------------------------- | ----------------------------------- | ----------------------------------- | ----------------------------------- | ----------------------------------- | ----------------------------------- | ----------------------------------- |
| 1998                                | ST Motorsports                      | 59                                  | Chevy                               | DAY                                 | CAR                                 | LVS                                 | NSV                                 | DAR                                 | BRI                                 | TEX                                 | HCY                                 | TAL                                 | NHA                                 | NZH                                 | CLT                                 | DOV                                 | RCH                                 | PPR                                 | GLN                                 | MLW                                 | MYB                                 | CAL                                 | SBO                                 | IRP 25                              | MCH                                 | BRI                                 | DAR                                 | RCH                                 | DOV                                 | CLT                                 | GTY 15                              | CAR                                 | ATL                                 |                                     |                                     |                                     |                                     |                                     | 67.                                 | 275                                 | [ 115 ]                             |
| 1998                                | Curb Agajanian Performance Group    | 43                                  | Chevy                               |                                     |                                     |                                     |                                     |                                     |                                     |                                     |                                     |                                     |                                     |                                     |                                     |                                     |                                     |                                     |                                     |                                     |                                     |                                     |                                     |                                     |                                     |                                     |                                     |                                     |                                     |                                     |                                     |                                     |                                     | HOM 33                              |                                     |                                     |                                     |                                     | 67.                                 | 275                                 | [ 115 ]                             |
| 1999                                | Herzog Motorsports                  | 92                                  | Chevy                               | DAY                                 | CAR                                 | LVS                                 | ATL                                 | DAR                                 | TEX                                 | NSV                                 | BRI                                 | TAL                                 | CAL                                 | NHA                                 | RCH                                 | NZH                                 | CLT                                 | DOV                                 | SBO                                 | GLN                                 | MLW 7                               | MYB                                 | PPR                                 | GTY                                 | IRP                                 | MCH                                 | BRI                                 | DAR                                 | RCH                                 | DOV                                 | CLT                                 | CAR 25                              | MEM 12                              | PHO 18                              | HOM 39                              |                                     |                                     |                                     | 63.                                 | 521                                 | [ 116 ]                             |
| 2000                                | Herzog Motorsports                  | 92                                  | Chevy                               | DAY DNQ                             | CAR 22                              | LVS 26                              | ATL 27                              | DAR 36                              | BRI 24                              | TEX 24                              | NSV 10                              | TAL 29                              | CAL 15                              | RCH 12                              | NHA 13                              | CLT 16                              | DOV 20                              | SBO 6                               | MYB 15                              | GLN 43                              | MLW 9                               | NZH 14                              | PPR 18                              | GTY 13                              | IRP 11                              | MCH 6                               | BRI 23                              | DAR 38                              | RCH 22                              | DOV 18                              | CLT 28                              | CAR 13                              | MEM 8                               | PHO 40                              | HOM 6                               |                                     |                                     |                                     | 10.                                 | 3264                                | [ 117 ]                             |
| 2001                                | Herzog Motorsports                  | 92                                  | Chevy                               | DAY 5                               | CAR 13                              | LVS 14                              | ATL 9                               | DAR 32                              | BRI 4                               | TEX 8                               | NSH 28                              | TAL 28                              | CAL 16                              | RCH 12                              | NHA 13                              | NZH 9                               | CLT 16                              | DOV 25                              | KEN 30                              | MLW 26                              | GLN 21                              | CHI 1                               | GTY 14                              | PPR 7                               | IRP 15                              | MCH 4                               | BRI 12                              | DAR 16                              | RCH 19                              | DOV 33                              | KAN 6                               | CLT 22                              | MEM 14                              | PHO 21                              | CAR 23                              | HOM 7                               |                                     |                                     | 8.                                  | 3871                                | [ 118 ]                             |
| 2004                                | Hendrick Motorsports                | 48                                  | Chevy                               | DAY                                 | CAR                                 | LVS                                 | DAR                                 | BRI                                 | TEX                                 | NSH                                 | TAL                                 | CAL                                 | GTY                                 | RCH                                 | NZH                                 | CLT                                 | DOV                                 | NSH                                 | KEN                                 | MLW                                 | DAY                                 | CHI                                 | NHA                                 | PPR                                 | IRP                                 | MCH                                 | BRI                                 | CAL                                 | RCH                                 | DOV                                 | KAN                                 | CLT 3                               | MEM                                 | ATL                                 | PHO                                 | DAR                                 | HOM                                 |                                     | 98.                                 | 170                                 | [ 119 ]                             |
| 2005                                | Hendrick Motorsports                | 48                                  | Chevy                               | DAY                                 | CAL                                 | MXC                                 | LVS                                 | ATL 3*                              | NSH                                 | BRI                                 | TEX                                 | PHO                                 | TAL                                 |                                     |                                     | CLT 30                              |                                     |                                     |                                     |                                     |                                     | CHI 17                              | NHA                                 | PPR                                 | GTY                                 | IRP                                 | GLN                                 | MCH                                 | BRI                                 | CAL 11                              | RCH                                 | DOV                                 | KAN                                 | CLT 43                              | MEM                                 | TEX                                 | PHO                                 | HOM                                 | 53.                                 | 876                                 | [ 120 ]                             |
| 2005                                | Hendrick Motorsports                | 5                                   | Chevy                               |                                     |                                     |                                     |                                     |                                     |                                     |                                     |                                     |                                     |                                     | DAR 23                              | RCH 25                              |                                     | DOV 5                               | NSH                                 | KEN                                 | MLW                                 | DAY                                 |                                     |                                     |                                     |                                     |                                     |                                     |                                     |                                     |                                     |                                     |                                     |                                     |                                     |                                     |                                     |                                     |                                     | 53.                                 | 876                                 | [ 120 ]                             |
| 2006                                | Hendrick Motorsports                | 48                                  | Chevy                               | DAY                                 | CAL                                 | MXC                                 | LVS                                 | ATL                                 | BRI                                 | TEX                                 | NSH                                 | PHO                                 | TAL                                 | RCH                                 | DAR                                 | CLT 7                               | DOV                                 | NSH                                 | KEN                                 | MLW                                 | DAY                                 | CHI                                 | NHA                                 | MAR                                 | GTY                                 | IRP                                 | GLN                                 | MCH                                 | BRI                                 | CAL 21                              | RCH                                 | DOV                                 | KAN                                 | CLT 42                              | MEM                                 | TEX                                 | PHO                                 | HOM                                 | 84.                                 | 283                                 | [ 121 ]                             |
| 2007                                | Hendrick Motorsports                | 48                                  | Chevy                               | DAY                                 | CAL                                 | MXC                                 | LVS                                 | ATL                                 | BRI                                 | NSH                                 | TEX                                 | PHO                                 | TAL                                 | RCH                                 | DAR                                 | CLT 6                               | DOV                                 | NSH                                 | KEN                                 | MLW                                 | NHA                                 | DAY                                 | CHI                                 | GTY                                 | IRP                                 | CGV                                 | GLN                                 | MCH                                 | BRI                                 | CAL 4                               | RCH                                 | DOV                                 | KAN                                 | CLT 32                              | MEM                                 | TEX                                 | PHO                                 | HOM                                 | 82nd                                | 387                                 | [ 122 ]                             |
| 2008                                | JR Motorsports                      | 5                                   | Chevy                               | DAY                                 | CAL                                 | LVS                                 | ATL                                 | BRI                                 | NSH                                 | TEX                                 | PHO                                 | MXC                                 | TAL                                 | RCH                                 | DAR                                 | CLT 10                              | DOV                                 | NSH                                 | KEN                                 | MLW                                 | NHA                                 | DAY                                 | CHI                                 | GTY                                 | IRP                                 | CGV                                 |                                     |                                     |                                     | CAL 17                              | RCH                                 | DOV                                 | KAN                                 | CLT 33                              | MEM                                 | TEX                                 | PHO                                 | HOM                                 | 69.                                 | 396                                 | [ 123 ]                             |
| 2008                                | JR Motorsports                      | 48                                  | Chevy                               |                                     |                                     |                                     |                                     |                                     |                                     |                                     |                                     |                                     |                                     |                                     |                                     |                                     |                                     |                                     |                                     |                                     |                                     |                                     |                                     |                                     |                                     |                                     | GLN 29                              | MCH                                 | BRI                                 |                                     |                                     |                                     |                                     |                                     |                                     |                                     |                                     |                                     | 69.                                 | 396                                 | [ 123 ]                             |
| 2011                                | JR Motorsports                      | 7                                   | Chevy                               | DAY                                 | PHO                                 | LVS                                 | BRI                                 | CAL                                 | TEX                                 | TAL                                 | NSH                                 | RCH                                 | DAR                                 | DOV                                 | IOW                                 | CLT                                 | CHI                                 | MCH                                 | ROA                                 | DAY                                 | KEN                                 | NHA                                 | NSH                                 | IRP                                 | IOW                                 | GLN 2                               | CGV                                 | BRI                                 | ATL                                 | RCH                                 | CHI                                 | DOV                                 | KAN                                 | CLT                                 | TEX                                 | PHO                                 | HOM                                 |                                     | 104.                                | 01                                  | [ 124 ]                             |
| 2013                                | JR Motorsports                      | 5                                   | Chevy                               | DAY                                 | PHO 12                              | LVS                                 | BRI                                 | CAL                                 | TEX                                 | RCH                                 | TAL                                 | DAR                                 | CLT                                 | DOV                                 | IOW                                 | MCH                                 | ROA                                 | KEN                                 | DAY                                 | NHA                                 | CHI                                 | IND                                 | IOW                                 | GLN                                 | MOH                                 | BRI                                 | ATL                                 | RCH                                 | CHI                                 | KEN                                 | DOV                                 | KAN                                 | CLT                                 | TEX                                 | PHO                                 | HOM                                 |                                     |                                     | 111.                                | 01                                  | [ 125 ]                             |

### Truck Series
| 2008 | Randy Moss Motorsports | 81 | Chevy | DAY | CAL | ATL | MAR | KAN | CLT | MFD | DOV | TEX | MCH | MLW | MEM | KEN | IRP | NSH | BRI 34 | GTW | NHA | LVS | TAL | MAR | ATL | TEX | PHO | HOM | 104. | 64 | [ 126 ] |

### Rolex Sports Car Series
| 2004 | Howard Boss Motorsports    | DAY (28/7)  | HOM | PHO | MON | WGL | DAY       | MOH | WGL       | HOM | VIR | BAR | CAL |     |     |     | 65. | 23 |
| 2005 | Howard Boss Motorsports    | DAY (2/2)   | HOM | CAL | LGA | MON | WGL       | DAY | BAR       | WGL | MOH | PHO | WGL | VIR | MEX |     | 70. | 32 |
| 2007 | Riley-Matthews Motorsports | DAY (36/19) | MEX | HOM | VIR | LGA | WGL       | MDO | DAY (9/9) | IOW | BAR | CGV | WGL | INF | MIL |     | 57. | 34 |
| 2008 | Bob Stallings Racing       | DAY (2/2)   | HOM | MEX | VIR | LGA | LRP       | WGL | MOH       | DAY | BAR | CGL | WGL | INF | JER | MIL | 56. | 32 |
| 2009 | Bob Stallings Racing       | DAY (7/7)   | VIR | JER | LGA | WGL | MOH       | DAY | BAR       | WGL | CGV | MIL | HOM |     |     |     | 54. | 24 |
| 2010 | Bob Stallings Racing       | DAY (21/8)  | HOM | BAR | VIR | LRP | WGL (6/6) | MOH | DAY       | JER | GLN | CGV | MIL |     |     |     | 30. | 48 |
| 2011 | Bob Stallings Racing       | DAY (15/12) | HOM | BAR | VIR | LPR | WGL       | ROA | LGA       | JER | WGL | CGV | MOH |     |     |     | 59. | 19 |

### International Race of Champions
| International Race of Champions-eredményei | International Race of Champions-eredményei | International Race of Champions-eredményei | International Race of Champions-eredményei | International Race of Champions-eredményei | International Race of Champions-eredményei | International Race of Champions-eredményei | International Race of Champions-eredményei |
| Év                                         | Autó                                       | 1                                          | 2                                          | 3                                          | 4                                          | Poz.                                       | Pont                                       |
| ------------------------------------------ | ------------------------------------------ | ------------------------------------------ | ------------------------------------------ | ------------------------------------------ | ------------------------------------------ | ------------------------------------------ | ------------------------------------------ |
| 2003                                       | Pontiac                                    | DAY 4                                      | TAL 8                                      | CHI 7                                      | IND 1                                      | 3.                                         | 56                                         |
| 2004                                       | Pontiac                                    | DAY 4                                      | TEX 3                                      | RIC 4                                      | ATL 6                                      | 4.                                         | 46                                         |